# Fannia latifrontalis
Fannia latifrontalis är en tvåvingeart som beskrevs av Willi Hennig 1955. Fannia latifrontalis ingår i släktet Fannia och familjen takdansflugor. Arten är reproducerande i Sverige. Inga underarter finns listade i Catalogue of Life.